# Пляжное
Пля́жное — пресное озеро в Самарской области, расположенное в черте города Тольятти.

## Природно-географическая характеристика
Озеро пляжное является южной оконечностью в цепи Васильевских озёр, расположенных в основном по древнему руслу (старице) Волги. Однако данное озеро создано искусственно в результате заполнения котлована грунтовыми водами. Имеет неправильную конфигурацию: вытянуто с севера на юг.
В геоморфологическом отношении водоохранная территория озера относится к третьей надпойменной террасе Волги среднечетвертичного возраста (рисской или хазарской), с абсолютными высотами на данном участке в 55—65 метров. Терраса сложена серыми, светло-жёлтыми и жёлто-бурыми песками с прослоями суглинков и супесей.
Поверхностные отложения, являющиеся почвообразующими породами, представляют собой слой песка мощностью 10—25 метров. Пески светло-жёлтые, в основном кварцевые, бескарбонатные, малоплодородные с высокой водопроницаемостью. Микрорельеф в районе водоохранной зоны озера бугристо-западинный с преобладанием аккумулятивных эоловых форм: дюн, песчаных бугров и гряд. Песчаные гряды, преобладающие в рельефе имеют слабовыпуклые вершины, высоту 3—5 м и ширину 30—50 м, между которыми расположены неглубокие плоские понижения шириной 20—30 м. По мелкобугристости песков предполагается их неоднократное перевивание в процессе геологической истории.
Климат в районе озера континентальный, с жарким сухим летом и холодной малоснежной зимой. Среднегодовая температура воздуха 4,5 °C, средняя температура января −11,7 °C, средняя температура июля 20,6 °C, сумма биологически активных температур 2420°, годовое количество осадков 480 мм.. Коэффициент увлажнения немногим менее 1.
Несмотря на то, что по биоклиматическим условиям территория озера относится к лесостепи, соответствующие типы растительности не распространены, в водоохранной зоне находятся сосновые леса, остепенение территории проявляется в виде подлеска и травяно-кустарничкового яруса. Также не распространены и соответствующие лесостепи типы почв. Вместо тёмно-серых лесных и чернозёмных почв почвенный покров представлен дёрново-подзолистыми почвами. Гумусовый горизонт довольно мощный и составляет 12—18 см. Под ним залегает жёлтый или буро-жёлтый горизонт с редкими затёками гумуса по корневым ходам и отдельными пятнами гидроокислов железа и марганца тёмно-бурого и ржаво-бурого цвета, который постепенно переходит в светло-жёлтый песок. Отдельные участки водоохранной зоны озера подвержены ветровой эрозии из-за отсутствия почвенного покрова, это обычно связано с механическими повреждениями почвенного горизонта. Значительная часть водоохранной зоны озера Пляжного занята автодорогами, линиями электропередач и пустырями. Земли лесного фонда занимают северную, северо-восточную и северо-западную части водоохранной зоны, в основном представлены культуры сосны I и II классов возраста.

### Береговая зона

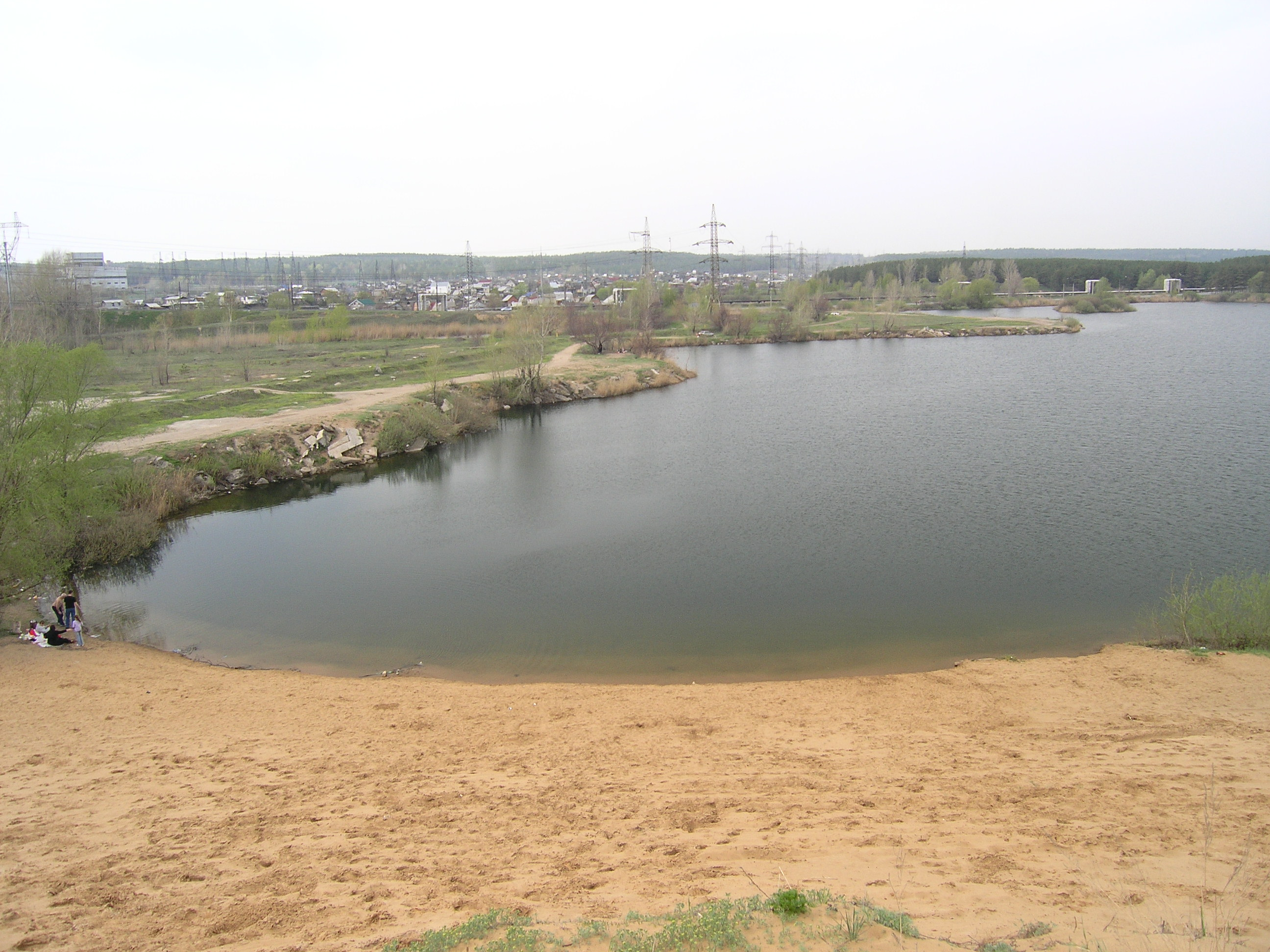
Пляж на юго-восточном берегу, а также часть южного берега с заметным присутствием бетонного мусора

На юго-востоке озера береговая зона используется в качестве пляжа. Здесь вдоль берега тянется песчаная полоса, а также находится песчаный обрыв крутизной около 40°, представляющий собой стенку карьера, бывшего здесь ранее.
Песок рыхлый, мелкозернистый, полимиктовый, в прибрежной зоне не задернован, а далее появляется травяной покров, в котором преобладают мать-и-мачеха, цикорий, вейник наземный, овсяница луговая, вьюнок полевой, кохия, полыни равнинная и австрийская, тысячелистник, мелколепестник едкий, качим метельчатый, ковыли. Проективное покрытие травостоя невысокое, около пляже 3—5 %, на удалении — 30—50 %. Мелководье свободно от растительности.
Вне пляжа юго-восточный берег озера образован песчаной грядой, антропогенного происхождения, почвенный покров практически отсутствует, территория заросла ракитником русским, качимом метельчатым, кохией и другими степными, а также — сорно-луговыми видами. Вдоль берега проходит высоковольтная ЛЭП, а на расстоянии 100—120 м от уреза воды находятся шоссе и промышленная зона. Вся территория загрязнена бытовым мусором.

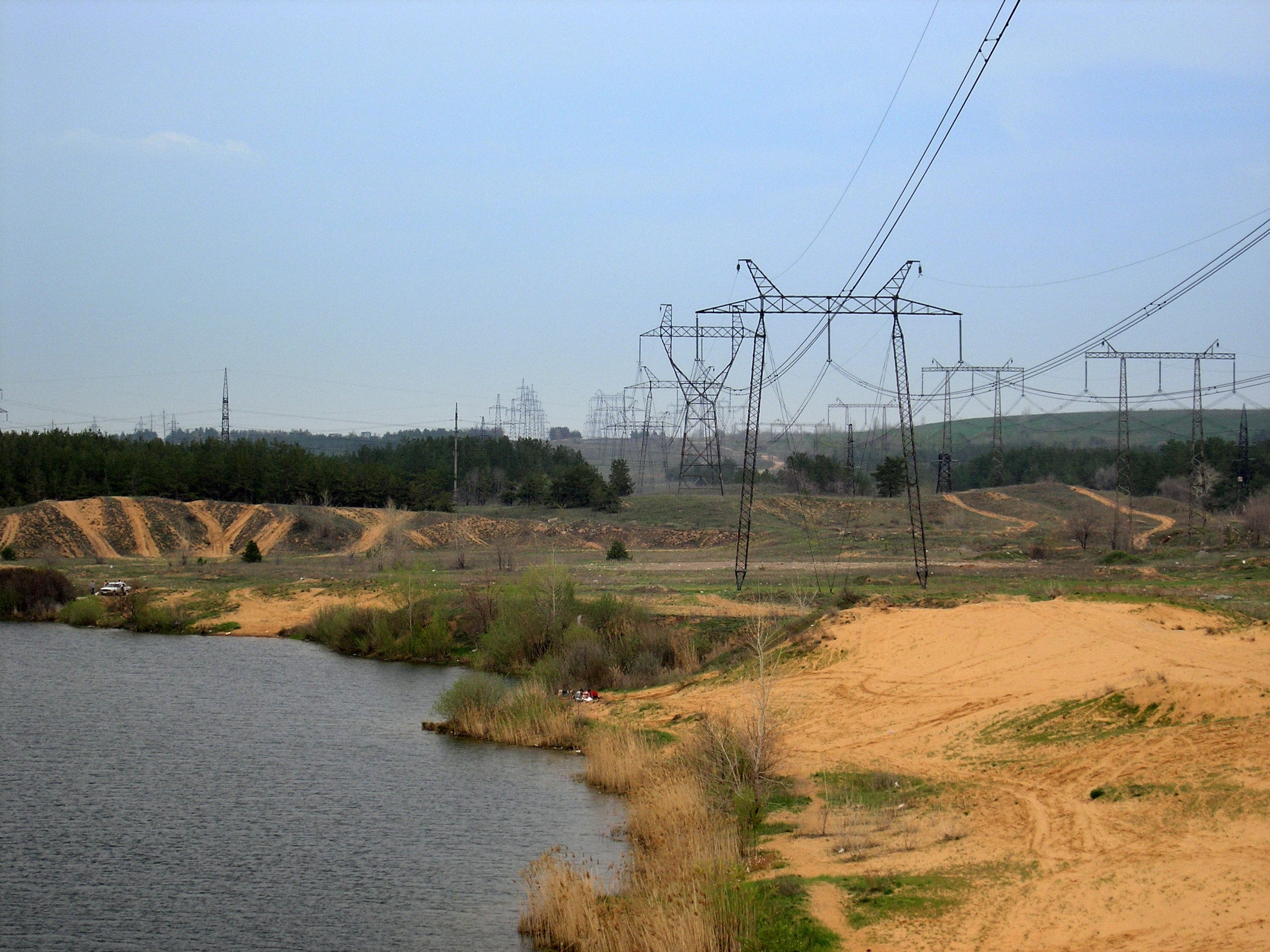
Юго-восточный берег

На мелководье встречаются небольшие заросли тростника обыкновенного, череды, зюзника. В воде и на её поверхности распространены водные растения: роголистник погруженный, сальвиния плавающая, рдест, ряски маленькая и трёхдольная.
Восточный берег представляет собой склон высотой 2—3 м с крутизной 4—5°. Это пустырь, сложенный рыхлым песком, с небольшим содержанием кремниевой гальки. На пустыре множество мелких бугров высотой 1,5—2 м антропогенного генезиса. Почвы не сформированы, травянистая растительность разрежена, из-за чего возможна дефляция песка. Имеются небольшие участки с посадками сосны. Также на восточном берегу озера находится выход трубы. через которую в озеро осуществляется сброс сточных поверхностных вод.
На северо-восточном берегу имеется плоское понижение, загрязнённое бытовым мусором. Растительность представлена травостоем с преобладанием луговых видов: клевера лугового и ползучего, подорожника ланцетного, тысячелистника, мятликов. За понижением находится песчаный пустырь с мелкобугристой поверхностью и редкими кустами ракитника русского и подростом осины высотой 1,5 м. На расстоянии около 100 м от уреза встречаются сосны возрастом около 30 лет.
Северный берег — это крутой песчаный обрыв высотой 13—15 м с крутизной склонов в 20—25°. На обрыве встречаются отдельные представители растений качима метельчатого, василька сумского, молочая, полыни равнинной и австрийской. В воде растительность представлена рдестами, густыми зарослями злодеи канадской, трёхдольной ряски. На мелководье широко распространён тростник обыкновенный, рогоз узколистный, осоки. У береговой линии встречаются хвощ речной, кипрей волосистый, зюзник европейский, осока ложносытевидная, череда олиственная. Представлены единичные экземпляры тополя бальзамического (высотой 12—14 м) и кустарниковой ивы. Возвышенная часть северного берега представляет собой грядово-западинную песчаную равнину, на которой растёт сосны 13—15 летнего возраста. Полнота насаждений 0,5—0,8. Высота древостоя 35-летних наваждений составляет 12 м, средний диаметр — 14 см. Бонитет, в зависимости от условий произрастания, изменяется от 2 до 4. Сосны повреждены низовыми лесными пожарами, сильно изрежены, нуждаются в дополнении. Подлесок редкий, в основном из ракитника, травостой сложен из сорно-луговых трав: полынь горькая, мятлик узколистный, паслён сладко-горький, ластовень ласточкин, вейник наземный, ковыль перистый, цмин песчаный, василёк сумский и т. д. Лес засорён бытовым мусором.
Вдоль западного берега озера тянется песчаная низина шириной 20—30 м, с отдельными кустами ивы и редким травяным покровом из сорных видов. Территория сильно загрязнена: обломки бетона, кирпича и т. д. Почвенный покров практически полностью уничтожен. Низина примыкает к шоссе, за которым расположено ещё одно озеро. Вдоль шоссе проходит высоковольтная ЛЭП.
В прибрежной зоне западного и юго-западных берегов находятся густые заросли тростника обыкновенного и рогоза узколистного, встречаются кустарниковые ивы.
Юго-западный берег озера представляет собой узкий участок между береговой линией и шоссе. Это пустырь, сложенный песками, поверхность плоская, с канавами антропогенного генезиса. Встречаются отдельные кусты облепихи. Травостой сложен из сорно-луговых трав вейник наземный, тысячелистник, цикорий, мятлик луговой, полыни, горец птичий, и других.
Южный берег представляет собой узкое заболоченное понижение, заросшее тростником обыкновенным и кустарниковыми ивами.
В итоге значительная часть водоохранной зоны озера Пляжного занята пустырями, относящимися к территориям долгосрочного пользования, вблизи проходят автодороги и высоковольтные ЛЭП, примыкает промышленная зона. Всё это существенно снижает эстетическую и рекреационную привлекательность озера.

## Гидрографо-гидрологическая характеристика

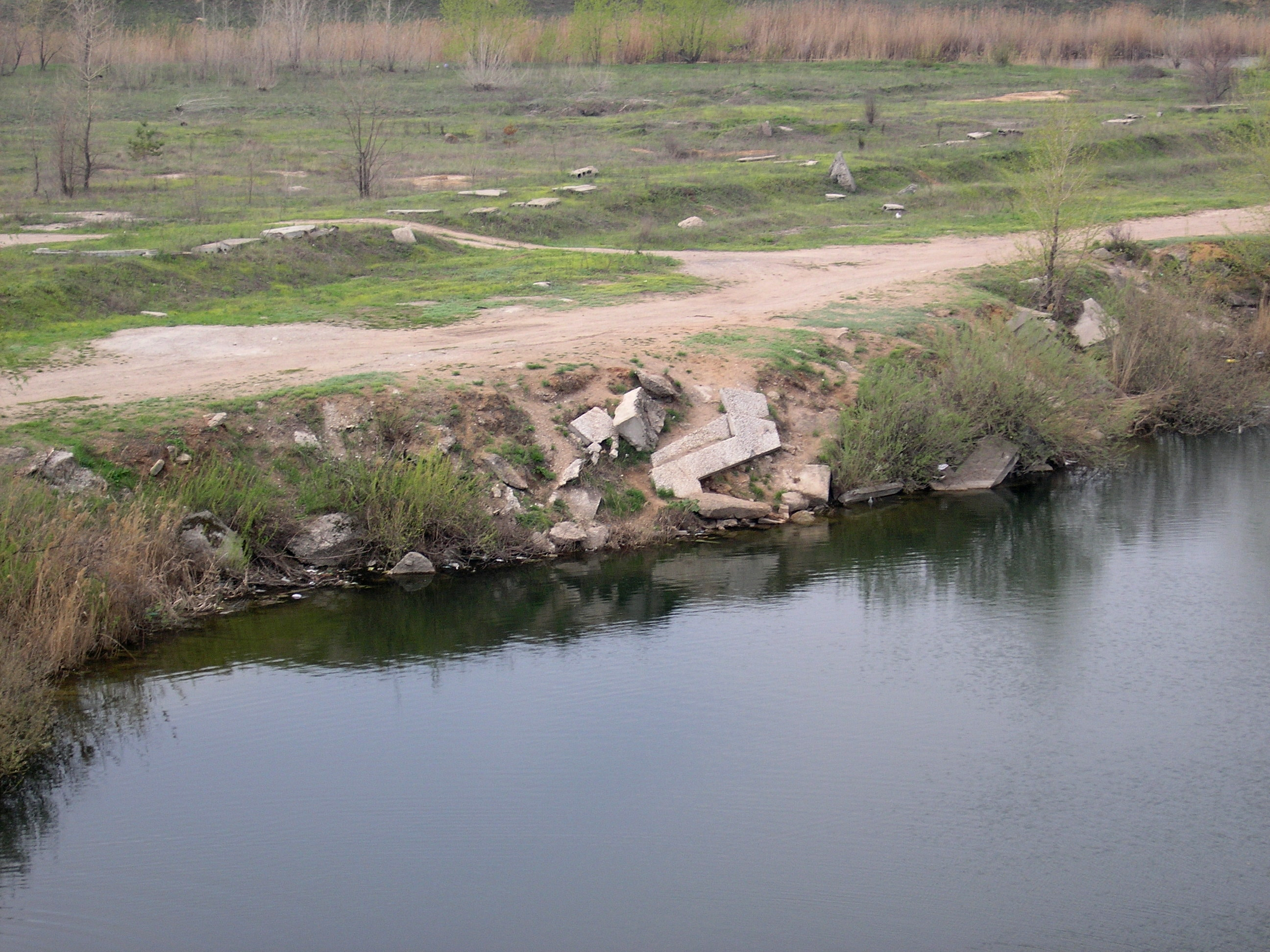
Юго-западный берег

Озеро Пляжное вытянуто с севера на юг с сужением в южной оконечности. В средней части озеро достигает наибольшей ширины — 385 метров. Берега слабоизрезанные, извилистость береговой линии 1,40. Котловина озера по форме близка к параболической, с уклоном дна 50 %.
Распределение глубин в относительно сложный характер имеет лишь в центральной части, а в прибрежных зонах повторяет конфигурацию береговой линии. Наибольшая глубина 7,1 м находится у западного берега. Мелководная зона практически на всём протяжении подходит близко к берегам. Средняя глубина — 3,0 м.
Объём водных масс на момент промера глубин (июль 1999 г) составлял 487 500 м³. Озеро бессточное, наполнение происходит за счёт атмосферных осадков, уменьшение уровня связано с потерями воды с подземным стоком и испарениями с поверхности. Водный баланс озера складывается из следующих компонентов:
- Поверхностный приток — 2,7 л/с
- Поверхностный сток — отсутствует
- Осадки на зеркало озера — 80 мм/год
- Испарение с зеркала озера — 80 мм/мес
- Среднемесячный коэффициент водообмена — 0,33
- Водообмен с грунтовым бассейном — 2,3 л/с.

## Гидрохимическая характеристика

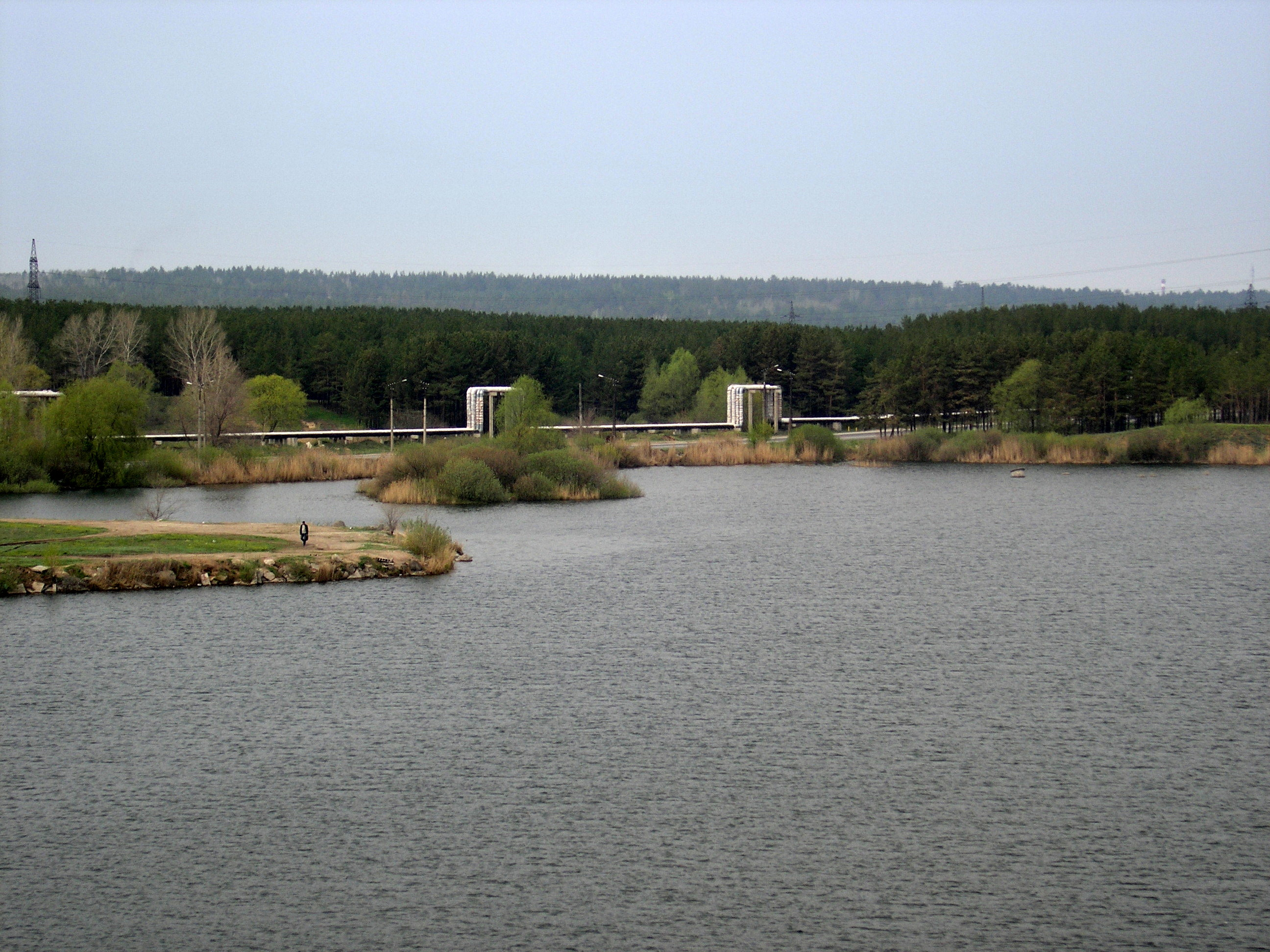
Вид на западный берег

Воды озера относительно прозрачны — 1,3 — 3 м (по диску Секки).
Кислородный режим в целом для водоёма благоприятный, за исключением подлёдного периода, когда по всей толще воды отмечается дефицит растворённого кислорода (0,44 — 1,69 мг/л) и наличие небольших количеств сероводорода (0,014 — 0,032 мг/л). В открытой воде диапазон содержания кислорода находится в пределах 6,17 — 17,24 мг/л (58—196 % насыщения) в поверхностных водах, и 4,64 — 10,82 мг/л (40—104 % насыщения) — в придонных.
Вода слабощелочная: в поверхностном слое вод уровень pH составляет 7,70 — 8,64, в придонном от 7,58 до 8,25. Средние значения составляют 8,37 и 7,92 соответственно.
Температурный режим типичен для малых озёр. Максимально прогревается вода в июле — 23,2—23,80 °C, без существенных различий по акватории озера. В октябре температура составляет 13,4 — 14,2 °C. В подлёдный период в поверхностных слоях температура составляет 0,2 °C, в придонных 2,6 — 3,2 °C.
По уровню общей минерализации водная масса однородна — 256—258 мг/л. По соотношению главных ионов вода Пляжного относится к гидрокарбонатному классу кальциевой группе; по величине общей жёсткости (3,7 мг — экв/л) — характеризуется как умеренно-жёсткая.
Концентрации общего органического вещества по всей водной толще не превышают ПДК, за исключением июля — периода наиболее интенсивного развития микроводорослей (1,1 — 1,3 ПДК). Биогенными элементами (минеральные формы азота, фосфаты, железо) вода обеднена, что обусловлено отсутствием интенсивного «цветения» озера.
Медь, цинк, свинец, кадмий в воде присутствуют в количествах значительно ниже ПДК. В летний период в придонных водах обнаруживается марганец, в количествах превышающих ПДК в 1,4 — 1,7 раз, однако в поверхностных водах его содержание ниже 1 — 1,1 ПДК. Из прочих загрязняющих веществ превышения ПДК регистрируются только для нефтепродуктов. Их содержание в поверхностных горизонтах воды в летне-осенний период составляет 1,1 — 1,4 ПДК, с максимальным значением — 1,5 ПДК. В остальное время величины концентраций нефтепродуктов не достигают ПДК. Такая зависимость объясняется поверхностным смывом с площади бассейна, с окружающих водоём автомобильных дорог с юга и запада и точечным источником загрязнения в восточной части: в его водах концентрация нефтепродуктов составляет 5,7 — 32,7 ПДК. По индексу загрязнения воды (ИЗВ) озеро Пляжное оценивается высоко: «очень чистая вода» (I класс) — зимой для поверхностного слоя, «чистая» (II класс) — весенне-летне-осенний периоды по всей толще воды и зимой в придонном слое. И только осенью в придонном отмечаются отдельные участки соответствующие «умеренно-загрязненной» (III класс) воде.
Значительно хуже ситуация обстоит с придонными отложениями. В них накоплены значительные количества таких микроэлементов, как железо (среднее содержание 15863 мг/кг с. г., максимальное 23700 мг/кг с.г.), марганец (320 и 527 мг/кг с.г. соответственно), хром (58 и 115 мг/кг с.г.), цинк (72 и 148,9 мг/кг с.г.), в меньшей степени медь (30 и 61,8 мг/кг с.г.), никель (28 и 49,1 мг/кг с.г.), свинец (22 и 45,9 мг/кг с.г.) и кобальт (6 и 9,5 мг/кг с.г.). Наибольшие концентрации выявлены в районе выходы трубы со сточными водами. Общая оценка состояние придонных отложений по накоплению металлов считается как «находящиеся в чрезвычайной ситуации».

## Электромагнитное поле

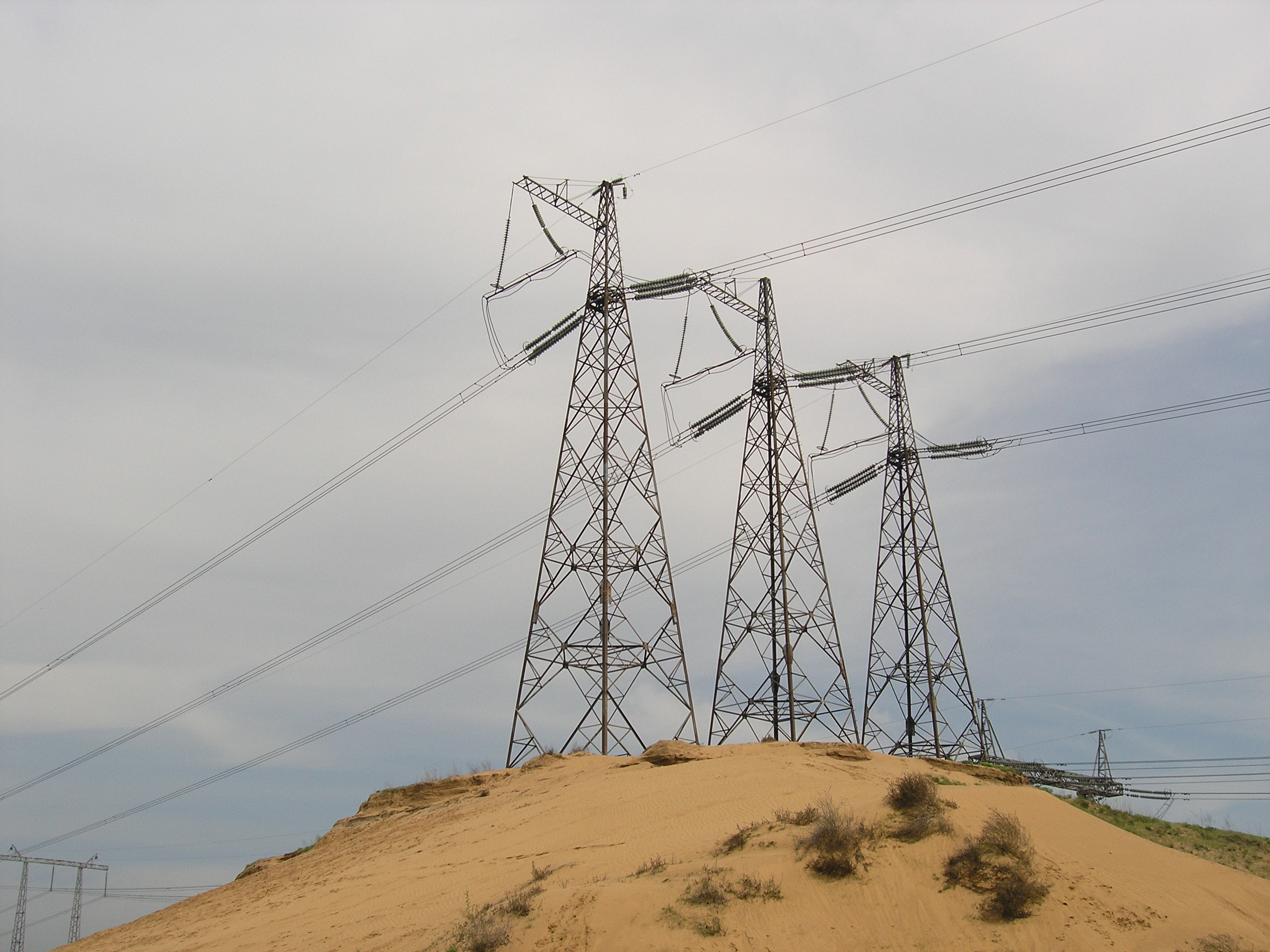
Высоковольтные ЛЭП проходят практически над пляжем

Наличие двух высоковольтных ЛЭП в водоохранной зоне озера оказывает своё влияние на электромагнитное поле. Согласно «Методическим указаниям по определению электромагнитного поля воздушных высоковольтных линий электропередачи» (№ 4109-86) и ГОСТу 12.1.002-84 «Электрические поля промышленной частоты», для воздушных линий электропередачи 500 кВ устанавливается санитарно — защитная зона в 30 м от проекции каждого крайнего провода на землю.
Проведённые ЦГСЭН г. Тольятти измерения показывают, что нормативные показатели (1 кВ/м) достигаются не менее чем на 20 м от линии крайнего провода ЛЭП. Таким образом, существенная часть пляжной зоны озера оказывается в зоне с превышением напряжённости электрического поля.

## Дно озера
С целью изучения возможности использования озера для купания проводился ряд водолазных обследований дна.
На западе и юго-западе дно песочное с илистыми отложениями, около 30 % площади дна заросло макрофитами. Прибрежная полоса юго-западной части озера на всём протяжении завалена строительным мусором, в основном бетонными плитами и арматурой, находящимся на расстоянии 4-8 м от берега.
Дно в южной части песчаное, но мелководье очень узкое с резко нарастающими глубинами в 3—4 м. На глубине 4 м находится большое скопление автомобильных шин, которое переходит и на юго-восточную и восточную части озера. Баллоны заилены, толщина отложений составляет 20—30 см.
Дно восточного побережья пологое, тянущееся на 15—16 метров. Однако и здесь встречается антропогенное загрязнение: примерно в 300 м к югу от сточной трубы на глубине 2 м находится катушка из под кабеля.
Северная сторона озера мелководная, сильно заросшая макрофитами, здесь наиболее широкая и пологая береговая линия.
На расстоянии 30 м от береговой линии на дне начинается значительное скопление бытового мусора (бутылки, банки, пакеты и т. д.), которые хорошо просматриваются на глубине 1—2 м.

## Гидробиологическая характеристика

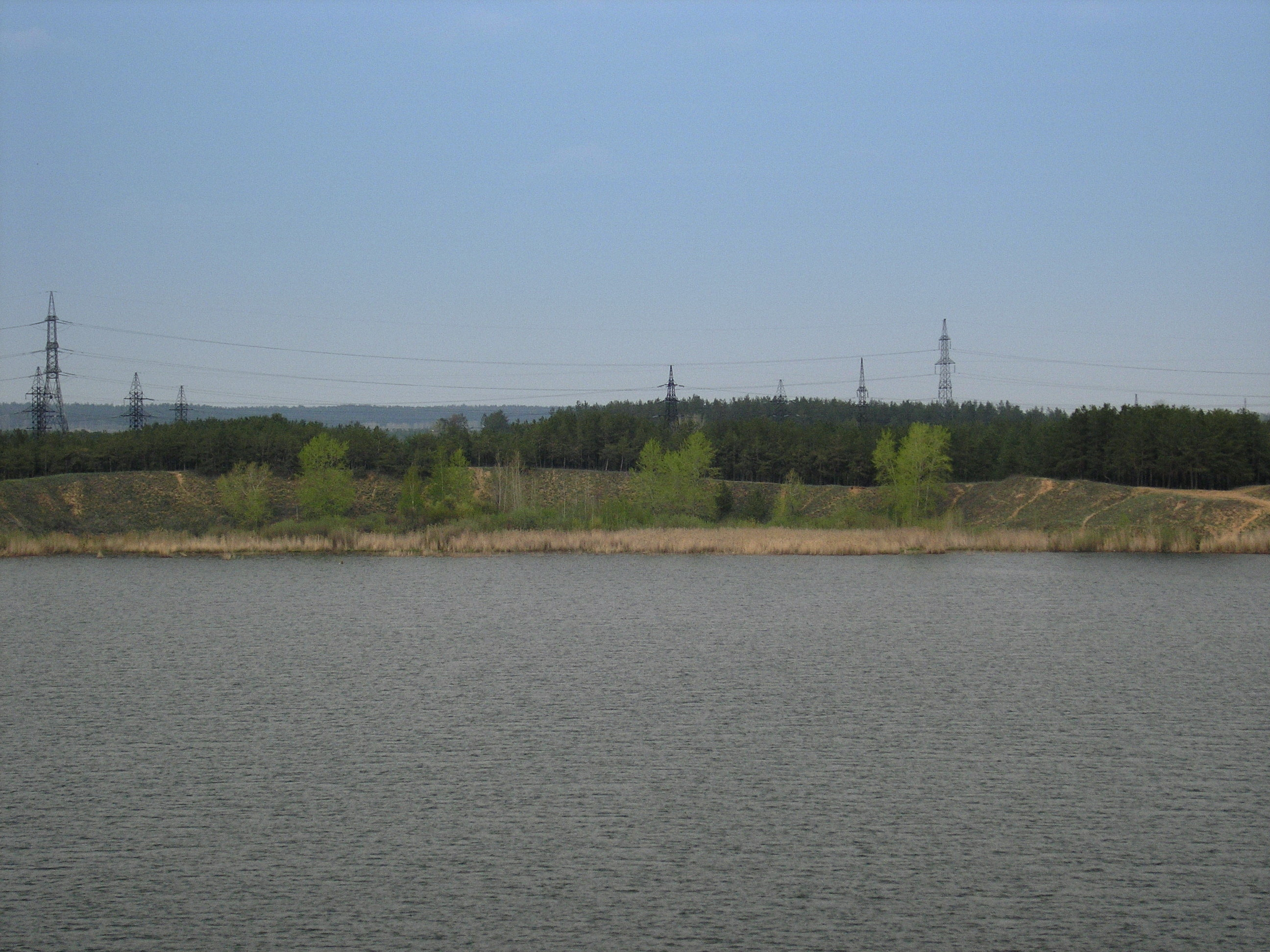
Северный берег

### Фитопланктон
Всего в озере зарегистрировано 123 вида, формы и разновидности водорослей, среди которых 66 видов составляют зелёные, 16 — синезелёные, 13 — пирофитовые, 11 — диатомовые, 9 — эвгленовые и по 4 вида — жёлтозелёные и золотистые водоросли.
Весной наблюдаются минимальные количественные показатели фитопланктона (средняя численность — 0,2 млн.кл./л, биомасса — 0,009 г/м³). По численности доминируют синезелёные Microcystis pulverea, составляющие около 60 % от общей численности. По биомассе преобладают диатомовые — 58 %.
Летом преобладают зелёные (52 % по численности) и пирофитовые (52 % по биомассе) водоросли. И если зелёные представлены во всём своём разнообразии, то среди пирофитов доминируют Ceratium hirundinella (олигосапробный вид, индикатор чистых вод) и Peridinium pusillum (олиго-ß-мезосапробный вид). Средние показатели биомассы — 1,05 г/м³, численности — 5,5 млн.кл./л. с максимальными величинами в августе (12,2 млн кл./л и 5,1 г/м³ соответственно).
Осенью средние численность и биомасса снижаются до 2,5 млн.кл/л и 0,5 г/м³. Основу биомассы составляют диатомовые Fragillaria crotonensis, а численности — зелёные водоросли. Несмотря на большое количество синезелёных водорослей они преимущественного мелкого размера и не вызывают цветения воды.
В целом за сезон коэффициент сапробности составил 1,58, что соответствует олиго-бета-мезосапробному типу водоема. В целом, судя по фитопланктону качество воды соответствует II классу — «чистая», с экологическое состояние — «относительно удовлетворительное».

### Зоопланктон
Видовой состав зоопланктона беден. В озере отмечены 10 видов коловраток, 6 видов ветвистоусых и 5 видов веслоногих ракообразных, все из которых типичны для данной местности.
Максимальная численность наблюдается весной — 417,6 тыс. экз/м³ в период активного размножения коловраток. Летом же наблюдается максимальная биомасса — 2,09 г/м³ из-за доминирования крупных видов ветвистоусых ракообразных. В целом виды представлены равномерно и индексы видового разнообразия по численности и биомассе высокие.
Осенью происходит снижение численных показателей до 48,8 тыс. экз./м³ и 0,25 г/м³.
В целом, относительно высокие значения биомассы создают благоприятные условия для развития рыб планктонофагов.
Оценка санпробности, полученная на основе данных о численности и биомассе зоопланктона, определяет озеро как олигасопробный водоём осенью и весной, и β-мезосапробный летом, что указывает его переходное состояние от «чистого» до «умеренно-загрязненного». На основании интегральных характеристик жизнедеятельности зоопланктона Пляжное относится к водоёмам с II—III классом качества воды и «относительно удовлетвортельным» экологическим состоянием.

### Зообентос
Дно озера покрыто серыми илами, литораль неравномерна, на юго-западной стороне — узкая полоса, на севере и востоке — широкая, занята песками, местами с растительными остатками.
Донная фауна представлена 67 видами, из которых 28 составляют хирономиды, 9 — личинки стрекоз и ручейников, 3 — личинки жуков, 8 — моллюски, по 2 вида — подёнки, пиявки и олигохеты. Единичны представители нематод, клещей и двукрылых. Наибольшее число видов донных организмов обитает в литоральной зоне. Основу численности донных организмов составляют личинки хирономид (4363 экз/м²), а биомассу (15,9 г/м²) наряду с ними личинки подёнок и стрекоз.
В районе сточной трубы отмечены очень высокие значения численности и биомассы донных организмов (17 700 экз./м² и 33,8 г/м²) за счёт исключительно полисапробных олигохет при снижении числа видов.
В сублиторали на заиленном грунте в зарослях растительности обитает 18—25 видов организмов (2600 экз./м² и 16,7 г/м²). В основном это личинки стрекоз и моллюски.
На глубинах более 3-х метров отмечено резкое снижение численности, что обуславливается дефицитом кислорода и накоплением в иле загрязнителей. Весной отмечается максимальное значение численности 20 000 экз./м², а летом биомассы — 15,24 г/м², в основном организмы представлены полисапробными видами олигохет.
Оценка санпробности характеризует литораль как b-мезосапробную зону, а бенталь как a-мезосапробную, что соответствует классификации вод: «чистая» — «умеренно-загрязнённая». По интегральному обобщённому показателю по донной фауне вода соответствует IV классу (« загрязненная») в глубинной части и II классу («чистая») в литорали и сублиторали.

### Бактериопланктон
Состав и численность бактериопланктона характерны для мезоэвтрофных озёр. Обнаружен ряд индикаторных бактерий.
Летом в общей численности сапрофитных бактерий преобладают такие рода как Micrococus sp., Xantomonus sp., Flavobacter sp. В придонном слое выявлены клетки спорообразующих сапрофитных бактерий рода Bacillus (B. cerus, B. megabuerium) и других.
Кишечная палочка выделяется в нормативно-допустимых количествах. Коли-индекс позволил в 2000 году оценить санитарное состояние озера как соответствующее нормативным требованиям. Однако при разовых пробах в июне отмечается превышение нормативов по содержанию лактозоположительной кишечной палочки, причём отмечается положительная сезонная тенденция.
Озеро способно к активному самоочищению от нетипичных бактерий за счёт наличия антагонистов (бактерий-хищников).
В целом по показателям общей численности и численности сапрофитных бактерий состояние озера характеризуется как «удовлетворительное». Патогенные организмы не обнаружены ни при едином отборе проб.

## Экологическое состояние
По совокупности факторов озеро Пляжное относится к обычным городским водоёмам Среднего Поволжья с умеренной антропогенной нагрузкой. Вода характеризуется высокой прозрачностью, благоприятным газовым режимом, с невысокими показателями цветности и концентрации органических веществ, средней минерализацией и умеренной жёсткостью.
Антропогенная нагрузка выражена в загрязнении нитратными и аммонийными азотом, нефтепродуктами, поступающими со сточными водами.
По результатам комплексного обследования озера в 1999—2000 годах Пляжное — мезотрофный водоём, характеризующийся «относительно удовлетворительным» экологическим состоянием. Качество воды по гидрохимическим и гидробиологическим показателям оценивается от «чистой» до «относительно удовлетворительной». Однако накопление загрязнителей в донных отложениях создает согласно нормативным документам «чрезвычайную экологическую ситуацию». Без проведения соответствующих природоохранных мероприятий возможно появление вторичных эмиссий загрязнения в придонный горизонт воды, что приведёт к ускорению процессов эвтрофирования озера.

## Рекреационные возможности

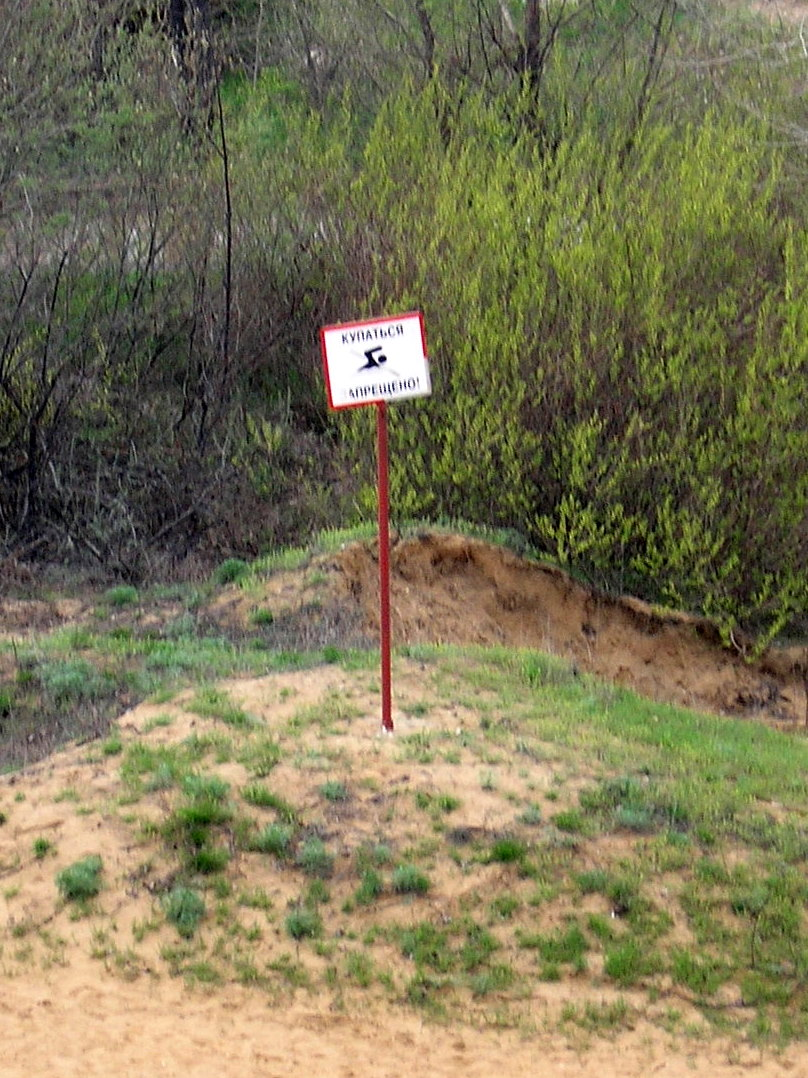
Купаться запрещено!

Загрязнение и неблагоустроенность территории приводят к тому, что несмотря на расположение в черте крупного города озеро не является сильно посещаемым. Так посещаемость береговой зоны (пляжи) составляет 400 чел/га, что ниже чем предусмотрено по ГОСТ 17.1.5.02.-80 (1250 чел./га). Посещаемость лесов водоохранной зоны составляет 5 чел./га, что также ниже нормативных норм для лесопарков (24 чел./га).
По оценке общей благоприятности лесов вокруг озера Пляжного преобладают участки с пониженной санитарно-гигиенической оценкой (2 балла): участки в сравнительно хорошем санитарном состоянии, несколько захламлены и замусорены бытовым мусором.
Однако расположение озера в черте города, наличие подъездных путей, отсутствие «цветения», песчаный берег позволяют считать озеро привлекательным для рекреационного использования. Однако для этого необходимо как минимум перенести пляж с южной стороны озера, где он находится в санитарно-защитной зоне ЛЭП, на восточную, где пологий рельеф и не заросшее дно. Также для эксплуатации озера в рекреационных целях требуется прекратить сброс сточных вод из трубы в восточной части и предусмотреть защиту от стоков ливневых вод с автодорог.
Ещё одним необходимым условием для подобной эксплуатации озера требуется комплексная очистка как прилегающей территории от бытового мусора, так и дна от строительного мусора и автомобильных покрышек.
Городская служба спасения Тольятти провела самостоятельные исследования озера и сочла его абсолютно не пригодным для купания. По оценкам водолазов-спасателей на дне озера присутствует 14 крупных объектов представляющих реальную угрозу для жизни отдыхающих, и огромное число более мелких, способных причинить серьёзные травмы. Их опасения подтверждаются статистикой: каждый год в озере гибнет 10—20 человек. По настоянию спасателей озеро официально было объявлено закрыто для купания, что, однако, не останавливает горожан.
Попытки мэрии города облагородить территория и сделать её пригодной для отдыха граждан даже путём передачи озера в частную собственность при условии очистки территории от мусора и создания поста спасателей на водах не увенчались успехом. На проблемное озеро не нашлось желающих инвесторов.